# Aa riobambae
Aa riobambae är en orkidéart som beskrevs av Rudolf Schlechter. Aa riobambae ingår i släktet Aa och familjen orkidéer.
Artens utbredningsområde är Ecuador. Inga underarter finns listade i Catalogue of Life.